# دينو رادا
دينو رادا (بالكرواتية: Dino Rađa) مواليد 24 أبريل 1967 في كرواتيا، جمهورية كرواتيا الاشتراكية، جمهورية يوغوسلافيا الاشتراكية الاتحادية، هو لاعب كرة سلة كرواتي معتزل بدأ مسيرته الاحترافية في سنة 1985. تم اختياره من قبل فريق بوسطن سيلتكس خلال الدرافت. يبلغ طوله 6 قدم 11 بوصة (2.1 م). مثّل منتخب بلاده. شارك في دورة الألعاب الأولمبية الصيفية سنة 1988. حقق المركز الأول في بطولة أمم أوروبا لكرة السلة 1989. اعتزل اللعب في 2003. أحرز خلال مسيرته في الإن بي إيه 3733 نقطة بمعدل 16.7 نقطة في المباراة الواحدة.

## المسيرة الاحترافية
لعب مع فيرتوس روما في الدوري الإيطالي من سنة 1990 إلى 1993، ثم لعب مع بوسطن سيلتكس من سنة 1993 إلى 1997، ثم لعب مع نادي أولمبياكوس لكرة السلة في موسم 2000–2001.

## سجل المنافسة
شارك في المنافسات التالية:
- بطولة أمم أوروبا لكرة السلة 1987
- بطولة أمم أوروبا لكرة السلة 1989
- بطولة أمم أوروبا لكرة السلة 1991
- بطولة أمم أوروبا لكرة السلة 1993
- بطولة أمم أوروبا لكرة السلة 1995
- الألعاب الأولمبية الصيفية 1996

## الميداليات
| الميدالية | المسابقة                         |
| --------- | -------------------------------- |
| فضية      | الألعاب الأولمبية الصيفية 1988   |
| فضية      | الألعاب الأولمبية الصيفية 1992   |
| برونزية   | بطولة كأس العالم لكرة السلة 1994 |
| برونزية   | بطولة أمم أوروبا لكرة السلة 1987 |
| ذهبية     | بطولة أمم أوروبا لكرة السلة 1989 |
| ذهبية     | بطولة أمم أوروبا لكرة السلة 1991 |
| برونزية   | بطولة أمم أوروبا لكرة السلة 1993 |
| برونزية   | بطولة أمم أوروبا لكرة السلة 1995 |

## إحصائيات المسيرة

### الموسم الاعتيادي
| السنة   | الفريق       | لعب | بدأ  | دقيقة | ميداني% | ثلاثية | حرة  | ارتداد | صنع | استلاب | تصدي | نقطة |
| ------- | ------------ | --- | ---- | ----- | ------- | ------ | ---- | ------ | --- | ------ | ---- | ---- |
| 1993–94 | بوسطن سيلتكس | 80  | 47   | 28.8  | .521    | .000   | .751 | 7.2    | 1.4 | 0.9    | 0.8  | 15.1 |
| 1994–95 | بوسطن سيلتكس | 66  | 48   | 32.5  | .490    | .000   | .759 | 8.7    | 1.7 | 0.9    | 1.3  | 17.2 |
| 1995–96 | بوسطن سيلتكس | 53  | 52   | 37.4  | .500    |        | .695 | 9.8    | 1.6 | 0.9    | 1.5  | 19.7 |
| 1996–97 | بوسطن سيلتكس | 25  | 25   | 35.0  | .440    | .000   | .718 | 8.4    | 1.9 | 0.9    | 1.9  | 14.0 |
| المسيرة | المسيرة      | 1   | 32.6 | .497  | .000    | .735   | 8.4  | 1.6    | 0.9 | 1.3    | 16.7 |      |

### الأدوار الإقصائية
| السنة | الفريق       | لعب | بدأ | دقيقة | ميداني% | ثلاثية | حرة  | ارتداد | صنع | استلاب | تصدي | نقطة |
| ----- | ------------ | --- | --- | ----- | ------- | ------ | ---- | ------ | --- | ------ | ---- | ---- |
| 1995  | بوسطن سيلتكس | 4   | 3   | 38.3  | .400    |        | .714 | 7.0    | 2.3 | 1.0    | 1.3  | 15.0 |

## روابط خارجية
- دينو رادا على موقع الاتحاد الدولي لكرة السلة (الإنجليزية)
- دينو رادا على موقع الاتحاد الدولي لكرة السلة (الإنجليزية)
- دينو رادا على موقع إن بي أي (الإنجليزية)
- دينو رادا على موقع سبورتس رفرنس (الإنجليزية)
- دينو رادا على موقع كرة السلة الأوروبية.كوم (الإنجليزية)
- دينو رادا على موقع ريلجم (الإنجليزية)
- دينو رادا على موقع بروبوليرز (الإنجليزية)
- دينو رادا على موقع سبورتس رفرنس (الإنجليزية)
- دينو رادا على موقع أوليمبيديا (الإنجليزية)